# Svart lejontamarin
Svart lejontamarin (Leontopithecus chrysopygus) är en primat i familjen kloapor (Callitrichidae) som förekommer i södra Brasilien.

## Utseende
Pälsen har nästan på hela kroppen en svart färg, bara låren av bakbenen, regionen kring individens anus och svansroten är rödbruna. Liksom hos alla andra lejontamariner saknas hår i ansiktet och på händerna. Kring ansiktet finns långa svarta hår som påminner om en man. De långa tårna bär med undantag av stortån (som har en nagel) klor. Kroppslängden ligger mellan 20 och 34 cm och därtill kommer en 31 till 40 cm lång svans. Vikten varierar mellan 540 och 690 gram.

## Utbredning och habitat
Arten lever idag bara i 11 från varandra skilda skogar i södra Brasilien. Några av dessa är deklarerade som naturskyddsområden. Habitatet utgörs av tropiska regnskogar i låglandet och i kullige områden upp till 900 meter över havet.

## Ekologi
Individerna är aktiva på dagen och vilar på natten i trädens håligheter. De vistas främst i träd och bildar små grupper av två eller tre vuxna djur samt deras ungar. Varje flock har ett revir som markeras med körtelvätska och höga skrik. För kommunikationen har de även läten som påminner om fåglarnas kvitter.
Födan utgörs av frukter, blommor, frön och andra växtdelar samt av små ryggradsdjur som grodor, ödlor och fågelungar. De äter även ägg.
Vanligen föds tvillingar men kullar med tre eller fyra ungar blev likaså observerade. För övriga data om fortplantningssättet se artikeln om släktet.

## Hot
På grund av det begränsade utbredningsområde befaras inavel mellan de kvarvarande individerna som försämrar deras motståndskraft. Hela populationen för alla 11 områden uppskattas med 1 000 individer och även den minskar troligen. IUCN listar arten som starkt hotad (EN).